# Siempre tú (canción de Motel)
«Siempre tú» es el tercer sencillo del cuarto álbum de estudio Prisma, de la banda mexicana Motel, lanzado a principios del mes de mayo del 2014.

## Video
El video fue dirigido por Sergio Granados y Pablo Dávila (hermano de Rodrigo, de Motel). Mientras que el grupo conformado por Guillermo "Billy" Méndez y Rodrigo Dávila Chapoy lucieron trajes oscuros, playeras blancas y chamarras de cuero y cantando en el desierto.
Un video lírico fue lanzado el 7 de febrero de 2014 en la cuenta oficial de la banda en YouTube. Mientras que el video oficial fue estrenado en la cuenta oficial en VEVO el 7 de mayo de 2014, y puesto a la venta en iTunes el mismo día.

## Posicionamiento
| Región | Organismo | Lista                  | Mejor posición |
| 2014   | 2014      | 2014                   | 2014           |
| ------ | --------- | ---------------------- | -------------- |
| México | Billboard | México Español Airplay | 24             |

## Historial de lanzamiento
| Región | Fecha             | Formato                          | Discográfica                              |
| ------ | ----------------- | -------------------------------- | ----------------------------------------- |
| México | 7 de mayo de 2014 | Radio premiere, descarga digital | Universal Music México EMI Latin Fonovisa |